# Heinrich II. von Güttingen
Heinrich II. von Güttingen (OSB) (* 13. Jahrhundert; † 19. April 1299) war von 1280 bis 1299 der 20. Abt des Klosters Einsiedeln.

## Herkunft und Familie

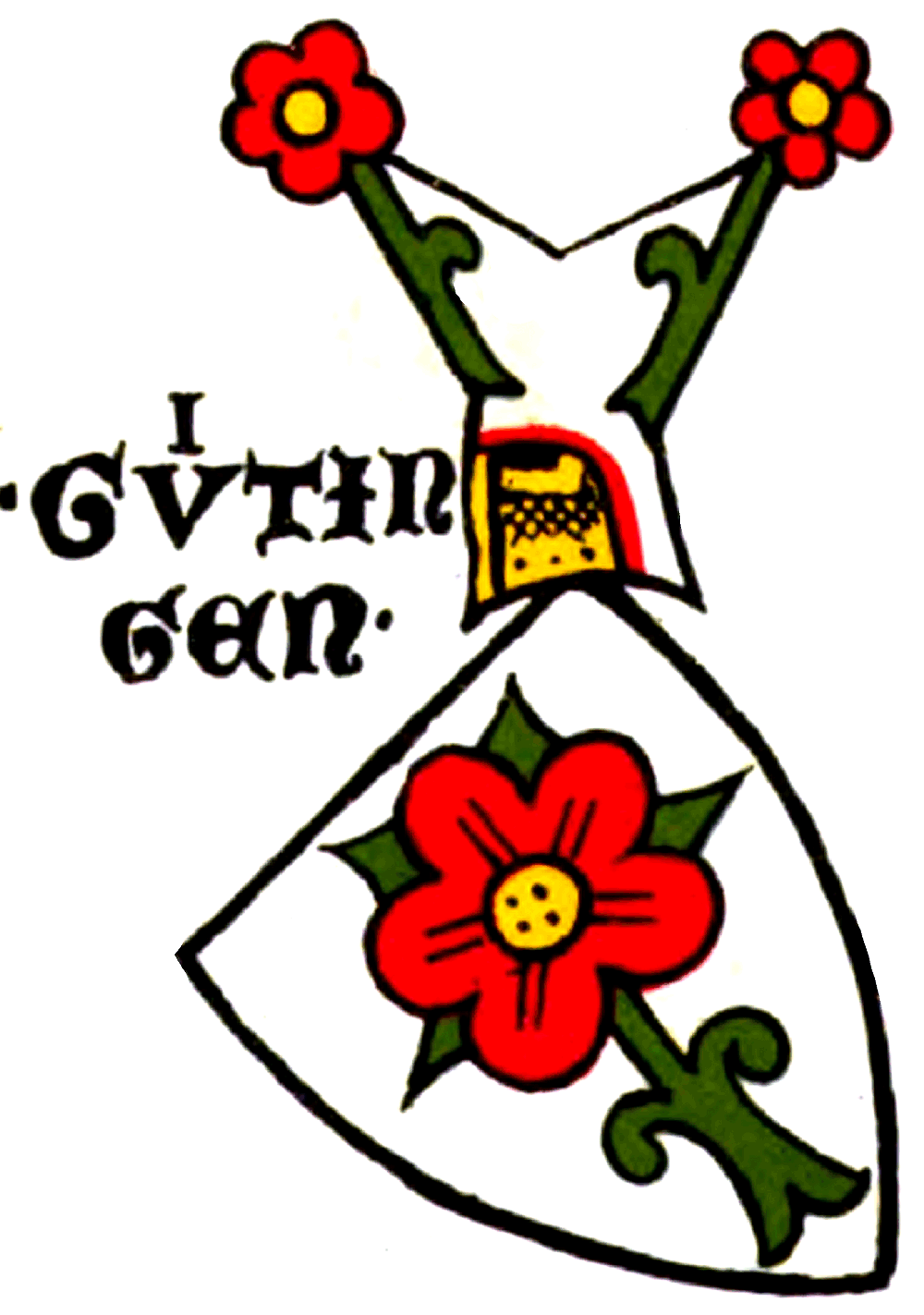
Das Wappen derer von Güttingen in der Zürcher Wappenrolle, ca. 1340

Heinrich entstammte dem Freiherrengeschlecht von Güttingen und war mit weiteren bedeutenden Geistlichen verwandt. Rudolf von Güttingen war Abt in St. Gallen und wurde 1223 Bischof von Chur. Ulrich von Güttingen war ebenfalls Abt von St. Gallen und sein Bruder, Albrecht, Propst in der Abtei.
Seine Mutter soll eine Gräfin von Nellenburg gewesen sein.

## Leben
Von grosser Bedeutung während der Regierungszeit des Abtes war der Übergang der Vogtei über das Gotteshaus an die Habsburger.
Dies hatte grosse Relevanz durch das Wiederaufleben des Marchenstreites. Die Schwyzer wollten mit Überfällen die Habsburger treffen, sodass sich das Kloster veranlasst fühlte, Papst Martin IV. grossen Schaden zu melden. Genaueres über diese Überfälle wurde nicht festgehalten.